# Goungré
Ne doit pas être confondu avec Goungré-Tangaye.
Goungré est une commune rurale située dans le département de Kalsaka de la province du Yatenga dans la région Nord au Burkina Faso.

## Géographie
Goungré se trouve à 7 km à l'est du centre de Kalsaka, le chef-lieu du département, et à 30 km au sud de Séguénéga et de la route nationale 15.

## Économie
L'économie de Goungré est en partie basée sur les échanges marchands et commerciaux de son marché.

## Santé et éducation
Goungré accueille un centre de santé et de promotion sociale (CSPS) tandis que le centre médical avec antenne chirurgicale (CMA) de la province se trouve à Séguénéga.